# Meeresoberflächentemperatur

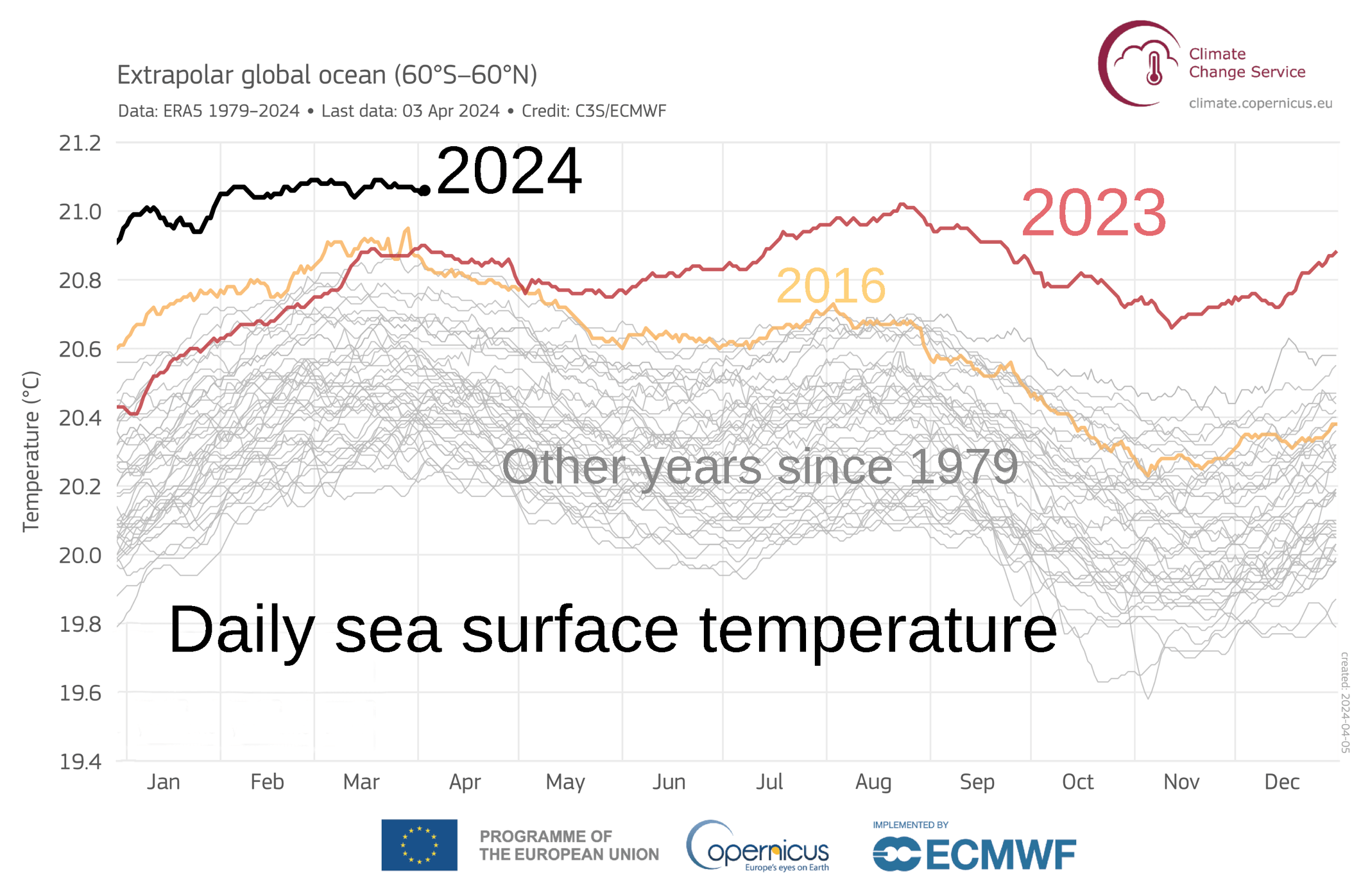
Entwicklung der Meeresoberflächentemperatur 1979–2024.

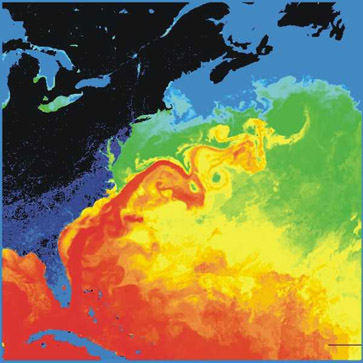
Oberflächentemperatur im westlichen Nordatlantik. Nordamerika erscheint schwarz und dunkelblau (kalt) der Golfstrom rot (warm). Quelle: NASA

Die Meeresoberflächentemperatur (engl. sea surface temperature, oft abgekürzt SST) bezeichnet die Wassertemperatur im Bereich von bis zu mehreren zehner Metern der unmittelbaren Meeresoberfläche. Sie ist nicht einheitlich definiert. Die amerikanische NOAA spricht hiermit die obersten Millimeter der Meeresoberfläche an, während andere Institutionen, wie z. B. der Deutsche Wetterdienst, die Wassertemperatur in ein Meter Tiefe ansprechen. Allgemeiner wird der Begriff für Temperaturen in Tiefen von einem Mikrometer bis einigen Metern verwendet.
Die Meeresoberflächentemperatur ist eine wichtige meteorologische und klimatologische Messgröße, da sie sowohl die thermohaline Zirkulation des Meeres als auch dessen Wärmeaustausch mit der Erdatmosphäre bestimmt. Der komplette Wärmeinhalt der Ozeane wird unter anderem mit Tauchsonden ermittelt und im englischen mit OHC (ocean heat content) abgekürzt. Der Wärmeinhalt der Ozeane hat in den letzten Jahren in der Klimatologie an Bedeutung gewonnen.
Wichtige Parameter, die direkt oder indirekt auf der Meeresoberflächentemperatur und deren räumlichen Unterschieden beruhen, sind der Southern Oscillation Index und die Nordatlantische Oszillation. Die SST spielt daher eine große Rolle für El Niño und La Niña sowie für Monsunphänomene und dabei speziell den indischen Monsun.
Es gibt mehrere Arten, die SST zu messen, wobei zwischen diesen Verfahren teils erhebliche Unterschiede in der Messgenauigkeit auftreten können, da sie mit verschieden großen Fehlern behaftet sind. Zunächst nutzte man eine direkte Messung mit Thermometer, entweder manuell durch Messung an einer Wasserprobe (Marinepütz) oder automatisch mit Schiffen. Die Daten weisen jedoch erhebliche Ungenauigkeiten auf, da beispielsweise aufgrund eines unterschiedlichen Tiefgangs oder einer uneinheitlichen Position des Messgerätes nicht immer in gleicher Tiefe gemessen wird. Bessere und wesentlich zuverlässigere Daten erhält man daher von ortsfest installierten Bojen. Deren Messdaten werden meist über Satelliten gesendet und automatisch ausgewertet. Ein Vorteil ist hierbei jedoch nicht nur die immer gleiche Tiefe der Messung, sondern auch die ortsfeste Position. Man erhält dadurch für definierte Punkte durchgehende Messreihen und vermeidet eine Verzerrung des Datensatzes durch eine räumlich und in der Zeit unterschiedliche Datenlage, je nachdem, ob an einem bestimmten Ort gerade ein Schiff mit Messapparatur zugegen ist, oder nicht. Ein Problem ist jedoch auch, dass die Bojen nur sehr begrenzt hochseetauglich sind und daher oft nur das Küstenbild abdecken.
Seit den 1980ern werden daher verstärkt Satellitenmessungen genutzt, welche den Vorteil haben, das gesamte Areal in der nahezu gleichen Zeit zu erfassen, im Gegensatz zu den obigen Punktmessungen. Hierbei wird der Ozean mit elektromagnetischer Strahlung im Infrarot-Wellenlängenbereich abgetastet (siehe Bildbeschreibung der Abbildung oben rechts). Die Bedeutung der Satellitenmessungen zeigt sich im direkten Vergleich mit ihren Alternativen. Die Satelliten ermöglichen einen hochauflösenden Gesamtüberblick in einem vergleichsweise sehr kurzen Zeitraum. So braucht ein Schiff mit einer Geschwindigkeit von zehn Knoten ungefähr zehn Jahre um den gleichen Abschnitt zu erfassen, wie ein Satellit innerhalb von nur zwei Minuten. Die Messung der SST mittels Satelliten hat aber auch Nachteile. Sie erfasst nur den obersten Millimeter des Ozeans und repräsentiert daher, bedingt durch die tiefenabhängige Erwärmungswirkung der Sonne, die Abkühlung in der Nacht und die Oberflächenverdunstung, nicht die reale SST. Eine Vergleichbarkeit von direkten Temperaturmessungen durch Bojen und Schiffe mit den Messdaten der Satelliten ist daher nur sehr eingeschränkt gegeben, was bei relevanten Temperaturunterschieden von oft einem Zehntel Grad zu erheblichen Auswertungsproblemen führt. Hinzu kommt, dass Satellitenmessungen durch die Wolkendecke gestört werden und daher selbst Inkonsistenzen aufweisen können, falls diese Störungen nicht ausgeglichen werden. Diese Probleme sind jedoch gering gegenüber den Vorteilen einer satellitengestützten Messung. Aus Satelliten- und In-situ-Messungen wird regelmäßig ein einheitlicher SST-Datensatz gewonnen.